# Longkalsong
LongKalsong, även kallade Tompa & Mackan, är ett band som spelar visor och sånger med inriktning mot en barnpublik. 
Bandet består av Tomas Edelgård och Marcus Barck Sigvardsson, båda från Göteborg, och spelar över hela landet där det finns barn. De turnerar även i Norge och USA.
År 2009 och 2021 blev de nominerade till en Grammis för årets barnalbum.
Tomas Edelgård blev även SKAP-stipendiat 2015 för sina låtar, och mottagare av STIM-stipendier 2011 och 2020.
Marcus Barck Sigvardsson har sedan hösten 2013 drivit podcasten Navet där han intervjuar musiker, pastorer och många andra om tro och tvivel.

## Diskografi
- Hunden Bill, Snoken, Grodan och andra yrken (2002)
- Det Gungar! (2006)
- Djur på svenska (2008)
- Live i Lerum - Live DVD (2010)
- Maten är klar (2011)
- Upptäckarklubben (2019)
- Tack, sa planeten! (2023)